# Famille David (Québec)
Pour les articles homonymes, voir Famille David.
La famille David est une lignée canadienne française établie à Montréal fondée par Guillaume David, arrivé en Nouvelle-France vers 1656.

Plusieurs de ses membres se sont illustrés dans les domaines politique et culturel au Québec depuis le XIXe siècle.

## Descendances
Guillaume David épouse Marie Armand en 1659 à Québec. Parmi les enfants nés de leur union, Jacques David né en 1657 à Trois-Rivières.
Jacques était coureur des bois et arrête ce métier après être arrêté et emprisonné pour avoir fait du commerce des fourrures avec les hollandais. Après cette mésaventure, il va s'installer à Boucherville et épouse Catherine Lussier avec qui il aura cinq enfants dont Jacques fils en 1693.
Jacques fils va déménager sur l'île de Montréal et sera fermier. Il épouse Marie-Madeleine Dagenais avec qui il aura trois enfants dont Jean-Baptiste en 1724. Jacques fils ne décède seulement qu'à l'âge de 33 ans à L'Île Saint-Paul (aujourd'hui L'Île-des-Sœurs).
Jean-Baptiste établit définitivement la lignée des David à Montréal. Il va avoir plusieurs enfants issus de trois mariages donc douze enfants avec Angélique Martineau, huit enfants avec Françoise-Josephte Pignon et finalement onze enfants avec Marie-Louise Andegrave. Louis-Basile est né en 1761 du premier mariage.
Louis-Basile épouse Marguerite Lavoie en 1790 à Saint-Laurent et auront sept enfants dont Stanislas en 1794. Stanislas épousera Élisabeth Tremblay en 1832 et aura 7 enfants dont Laurent-Olivier. Stanislas David finit ses jours hors de Montréal soit à Saint-Zéphirin-de-Courval.

## Filiation

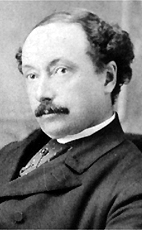
Laurent-Olivier David, un des premiers membres notables

- Laurent-Olivier David (Montréal, 24 mars 1840 - Outremont, 23 août 1926), historien, journaliste, député libéral de Montréal-Est et sénateur pour la division des Mille-Isles
  - Athanase David (Montréal, 24 juin 1882 - Montréal, 26 janvier 1953), secrétaire de la province de Québec, député de Terrebonne et sénateur pour la division de Saurel. Épouse Antonia Nantel, fille du politicien Guillaume-Alphonse Nantel, dont il eut :
    - Simone David (Montréal, 24 mars 1911 - Montréal, 6 février 2012), fondatrice de l'hôpital Marie-Enfant, membre de l'Ordre du Canada et grand-officier de l'Ordre national du Québec[8]
    - Paul David (Montréal, 25 décembre 1919 - Montréal, 5 avril 1999), cardiologue, fondateur de l'Institut de cardiologie de Montréal, et sénateur canadien
      - Pierre David (Montréal, 17 mai 1944 - ), producteur de cinéma
      - Françoise David (Montréal, 13 janvier 1948 - ), militante féministe, porte-parole de Québec solidaire, et députée de Gouin
      - Thérèse David (Montréal, 6 août 1949 - ), expert-conseil en communications culturelles et enseignante à HEC Montréal et à l'Université du Québec à Montréal
      - Anne-Marie David (1951 - ), enseignante en travail social et membre du Comité de coordination national de Québec solidaire[9]
      - Hélène David (Montréal, 13 décembre 1953 - ), universitaire, députée d'Outremont, ministre de la Culture et des Communications
      - Charles-Philippe David (Montréal, 9 mars 1957 - ), professeur titulaire en science politique à l'Université du Québec à Montréal